# Norman R. Hamilton
Norman Rond Hamilton (* 13. November 1877 in Portsmouth, Virginia; † 26. März 1964 in Norfolk, Virginia) war ein US-amerikanischer Politiker. Zwischen 1937 und 1939 vertrat er den Bundesstaat Virginia im US-Repräsentantenhaus.

## Werdegang
Norman Hamilton besuchte die öffentlichen Schulen seiner Heimat. Zwischen 1895 und 1914 war er Zeitungsreporter in Norfolk. Von 1917 bis 1955 fungierte er als Herausgeber der Zeitung Portsmouth Star. Zwischen 1914 und 1922 leitete er die Zollbehörde in Virginia. Vor dem Eintritt der Vereinigten Staaten in den Ersten Weltkrieg war er einer der Beauftragten zur Einhaltung der amerikanischen Neutralität. In den Jahren 1916 bis 1918 leitete er das Port War Board in Hampton Roads, einen Ausschuss, der sich mit der kriegsbedingten Hafenverwaltung während des Krieges befasste. Politisch wurde Hamilton Mitglied der Demokratischen Partei. Zwischen 1924 und 1960 war er Delegierter zu insgesamt fünf Democratic National Conventions. Von 1922 bis 1926 amtierte er als Kurator des Virginia State Teacher’s College; zwischen 1933 und 1936 war er in Washington, D.C. Konkursverwalter von fünf insolventen Banken.
Bei den Kongresswahlen des Jahres 1936 wurde Hamilton im zweiten Wahlbezirk von Virginia in das US-Repräsentantenhaus in Washington gewählt, wo er am 3. Januar 1937 die Nachfolge von Colgate Darden antrat. Da er im Jahr 1938 von seiner Partei nicht mehr zur Wiederwahl nominiert wurde, konnte er bis zum 3. Januar 1939 nur eine Legislaturperiode im Kongress absolvieren. Während dieser Zeit wurden dort weitere New-Deal-Gesetze der Bundesregierung unter Präsident Franklin D. Roosevelt verabschiedet.
Nach dem Ende seiner Zeit im US-Repräsentantenhaus setzte er seine Aktivitäten in der Zeitungsbranche fort. Im Jahr 1941 kandidierte er erfolglos bei einer Nachwahl für den Kongress. Er starb am 26. März 1964 in Norfolk.